# Projekat Ekselsior
Projekat Ekselsior je naziv za niz eksperimentalnih padobranskih skokova sa ekstremno velikih visina sprovedenih od strane Ratnog vazduhoplovstva SAD 1959. i 1960. godine sa ciljem da se testira novi višestepeni padobranski sistem. Skokove je izveo kapetan (kasnije pukovnik) Ratnog vazduhoplovstva SAD Džozef Kitindžer. U jednom od skokova Kitindžer je oborio dva svetska vazduhoplovna rekorda koji i dan danas važe, jedan za padobranski skok sa najveće visine, a drugi za najduži slobodni pad.

## Pozadina projekta
Kako su avioni na mlazni pogon leteli sve brže i sve više tokom pedestih godina dvadesetog veka, Ratno vazduhoplovstvo SAD je počelo da iskazuje sve veću zabrinutost za bezbednost posada aviona u slučaju potrebe za napuštanjem aviona na velikim visinama. Testovi koji su izvođeni sa eksperimentalnim lutkama su pokazali da telo u slobodnom padu sa tako velikih visina često pada u pljoštimični kovit do brzine od čak 200 okreta u minuti, što bi moglo da ima fatalne posledice po ljudski organizam.
Projekat Ekselsior je inciran 1958. godine sa ciljem da se razvije padobranski sistem koji bi omogućio bezbedno i kontrolisano spuštanje nakon katapultiranja iz aviona na velikoj visini. U tu svrhu Frensis Beupre, tehničar u bazi Ratnog vazduhoplovstva SAD Rajt Peterson u američkoj saveznoj državi Ohajo, konstruisao je poseban višestepeni padobranski sistem koji je po njemu dobio ime. Sistem se sastojao od manjeg stabilizacijskog padobrana prečnika 2 metra, čiji je zadatak bio da stabilizuje slobodni pad tela na velikoj visini i tako spreči zapadanje u nekontrolisani kovit i većeg glavnog padobrana prečnika 8,5 metara, koji se otvarao na manjoj visini i čiji je cilj bio da uspori pad tela na bezbednu brzinu za prizemljenje. Sastavni deo sistema bio je i padobranski automat koji je na osnovu barometarske visine i proteklog vremena automatski otvarao oba padobrana u odgovrajućem trenutku.
Da bi ovaj sistem bio testiran, u bazi Rajt Peterson napravljen je helijumski balon visok 61 metar sa kapacitetom od gotovo 85.000 kubnih metara koji je mogao da podigne gondolu sa jednim čovekom visoko u stratosferu. Kitindžer koji je bio probni skakač na ovom projektu napravio je tri leta i tri skoka iz ovog balona. Kako je gondola bila otvorena, Kitindžer je tokom testova morao da nosi odelo pod pritiskom, kao i dodatne slojeve odeće koji bi ga čuvali od ekstremne hladnoće na velikim visinama. Ukupna težina zaštitnog odela i padobranskog sistema bila je gotovo jednaka težini Kitindžera.

## Skokovi
Prvi skok, Ekselsior I, izveden je 16. novembra 1959. sa visine od 23.300 metara. Ovaj skok se umalo nije završio fatalno po Kitindžera. Stabilizacijski padobran greškom se otvorio prerano nakon čega se obmotao Kitindžeru oko vrata, usled čega je on upao u pljoštimični kovit brzine 120 okreta u sekundi. Ovo je uzrokovalo gubitak svesti Kitindžera, međutim život mu je spasao padobranski automat koji je otvorio glavni padobran na visini od 3000 metara kao što je bilo i predviđeno.
Uprkos zamalo izbegnutoj katastrofi na prvom skoku, Kitindžer nastavlja sa skokovima. Drugi skok, Ekselsior II, izveden je 11. decembra 1959 sa visine od 23.800 metara. Ovog puta skok je prošao bez ikakvih problema, Kitindžer otvara padobran na visini od 16.800 metara i bezbedno se spušta na zemlju.
Treći i poslednji skok, Ekselsior III, izveden je 16. Avgusta 1960. Tokom penjanja balonom na visinu za iskakanje, Kitindžer je primetio da mu se desna rukavica odela dehermetizovala usled čega je počeo da oseća jak bol u desnoj šaci. Odlučio je da to ne prijavi kontroli leta na zemlji, znajući da će ovi najverovatnije zbog toga preikinuti test. Iako je gotovo potpuno izgubio osećaj u desnoj šaci, Kitindžer je nastavio sa penjanjem do visine od 31.333 metara. Kitindžeru je bilo potrebno sat i 36 minuta da se popne na tu visinu. U tom trenutku Kitindžer je već oborio jedan svetski vazduhoplovni rekord i to za za najveću dostignutu visinu balonom sa ljudskom posadom. Prethodni rekord držao je major Ratnog vazduhoplovstva SAD Dejvid Simons, koji je postigao visinu od 30.900 metara 1957. godine u okviru Projekta Menhaj. Kitindžer je na toj visini ostao 12 minuta, čekajući da balon nadleti mesto za iskaknje. Nakon toga Kitindžer je iskočio iz gondole balona, u tom trenutku Kitindžer obara drugi svetski rekord, za padobranski skok sa najveće visine. Ovaj rekord važi i danas.
Pošto je Kiindžer iskočio iz gondole balona, stabilizacijski padobran se otvorio kao što je i planirano. Stabilizacijski padobran je Kitindžeru omogućio stabilan slobodni pad u trajanju od 4 minuta i 36 sekundi, čime je Kitindžer oborio i treći svetski rekord i to za najduži slobodni pad, koji i dan danas važi (iako mu neki ovaj rekord osporavaju zbog korišćenja stabilizacijskog padobrana tokom slobodnog pada). Na visini od 5.300 metara Kitindžer otvara glavni padobran i bezbedno se prizemljuje u pustinju američke savezne države Novi Meksikio. Ceo skok ukupno je trajao 13 minuta i 45 sekundi.
Tokom skoka Kitindžer se suočio sa ekstremno niskim temperaturama od čak -70 po celziusovoj skali. Zbog izuzetno retke atmosfere na tako velikoj visini Kitindžer je razvio ogromnu brzinu u slobodnom padu. Pretpostavlja se da je njegova brzina bila između 388km/h i 402km/h. Kitindžer je kasnije izjavio u jednom intervjuu da mu je maksimalna brzina tokom slobodnog pada bila 505 km/h. Pošto je brzina zvuka na velikim visinama značajno manja nego na nivou mora, moguće je da je Kitindžer padao transsoničnom, ako ne i supersoničnom brzinom. Uprkos tome Kitindžer uopšte nije imao osećaj brzine sve dok nije stigao do visine oblaka.
Na ploči koja je bila pričvršćena ispod vrata gondole Ekselsiora III, pisalo je "Ovo je najviši korak na svetu".

## Reakcije
Kitindžerovi skokovi su pokazali da je napuštanje aviona na izuzetno velikim visinama moguće sasvim bezbedno izvesti. Za svoj podvig Kitindžer je odlikovan od strane tadašnjeg predsednika SAD Dvajta Ajzenhaura. Dobitnik je i mnogih drugih priznanja i odlikovanja.

## Spoljašnje veze
- National Museum of the US Air Force Excelsior page
- Details of the Excelsior I flight
- Details of the Excelsior II flight
- Details of the Excelsior III flight -The Big Jump-
- Interview with Joseph Kittinger Архивирано на веб-сајту  (19. април 2007)
- Boards of Canada "Dayvan Cowboy" music video, featuring footage of one of the jumps
- The Highest Step - video
- Col. Joe Kittinger speaks at the Kircher Society Meeting - Video Pt1 - featuring an extended Project Excelsior Video
- Col. Joe Kittinger speaks at the Kircher Society Meeting - Video Pt2
- Col. Joe Kittinger speaks at the Kircher Society Meeting - Video Pt3
- "Excelsior III - the Long, Lonely Leap" painting by Stuart Brown.